# Hyperolius parkeri
Espèce
Synonymes
- Hyperolius parkeri rovumae Loveridge, 1942

Statut de conservation UICN

 LC  : Préoccupation mineure
Hyperolius parkeri est une espèce d'amphibiens de la famille des Hyperoliidae.

## Répartition
Cette espèce se rencontre dans les régions côtières jusqu'à 1 000 m d'altitude, :
- dans le sud du Kenya ;
- dans l'est de la Tanzanie y compris l'île d'Unguja ;
- dans l'est du Mozambique.

## Étymologie
Cette espèce est nommée en l'honneur d'Hampton Wildman Parker.

## Publication originale
- Loveridge, 1933 : Reports on the scientific results of an expedition to the southwestern highlands of Tanganyika Territory. VII. Herpetology. Bulletin of the Museum of Comparative Zoology, Cambridge, Massachusetts, vol. 74, p. 197-416 (texte intégral).